# John Ngeno (Leichtathlet, 1976)
John Ngeno (* 1976) ist ein kenianischer Marathonläufer.
2004 wurde er Fünfter beim Rom-Marathon und Sechster beim Athen-Marathon. Im Jahr darauf wurde er Dritter bei der Maratona di Sant’Antonio, Siebter beim Udine-Halbmarathon und Achter beim Venedig-Marathon. 2006 folgte ein siebter Platz beim Košice-Marathon.
2009 siegte er beim Luxemburg-Marathon.

## Persönliche Bestzeiten
- Halbmarathon: 1:02:20 h, 25. September 1005, Udine
- Marathon: 2:12:16 h, 28. März 2004, Rom

| Personendaten    | Personendaten               |
| ---------------- | --------------------------- |
| NAME             | Ngeno, John                 |
| KURZBESCHREIBUNG | kenianischer Marathonläufer |
| GEBURTSDATUM     | 1976                        |